# اودم (تگزاس)
اودم، تگزاس(به انگلیسی: Odem, Texas) شهری در ایالت تگزاس از ایالات جنوبی ایالات متحده آمریکا است. در سرشماری سال ۲۰۰۰، جمعیت این شهر ۲۴۹۹ نفر اعلام شد.